# Нгцонгца, Анеле
Кэ́лвин Ане́ле Нгцо́нгца (зулу Anele Ngcongca; 21 октября 1987, Кейптаун — 23 ноября 2020, ЮАР) — южноафриканский футболист, правый защитник. Играл за национальную сборную ЮАР.

## Клубная карьера
В ЮАР Нгцонгца выступал за скромный клуб «Форчун» (позднее «Кейп Юнайтед» и «Вестерн Провинс Юнайтед») из пригорода Кейптауна Куилс-Ривер. В 2007 году тренер Колин Джи устроил ему просмотр в лондонском «Арсенале». Нгцонгца впечатлил Арсена Венгера, главного тренера английского клуба, но не смог получить разрешение на работу в Великобритании, так как не играл за сборную ЮАР. Венгер воспользовался своими связями, чтобы устроить Анеле в бельгийский «Генк», с которым Нгцонгца в августе 2007 года подписал контракт.
За несколько сезонов Нгцонгца стал одним из основных игроков «Генка». Всего за восемь лет в Бельгии он сыграл более 250 матчей за «Генк», дважды, в 2009 и 2013 годах, становился обладателем Кубка Бельгии, а в 2011 году помог команде выиграть национальный чемпионат. В нескольких матчах сезона 2014/15 африканец выступал в роли капитана команды.
Летом 2015 года у Нгцонгца случился конфликт с новым главным тренером «Генка» Петером Маесом, который закончился для футболиста потерей места в основном составе. После этого появилась информация об интересе к Нгцонгца со стороны бельгийских, греческих и южноафриканских клубов. «Мамелоди Сандаунз» вёл с футболистом переговоры о его возвращении в ЮАР, однако контракт связывал его в «Генком» до 2018 года. Наконец в конце августа 2015 года Нгцонгца был отдан во французский клуб «Труа» в годичную аренду с возможностью выкупа контракта. В сезоне 2015/16 Анеле сыграл 20 матчей за «Труа» в чемпионате Франции. В конце сезона он выбыл из-за травмы и не смог помочь команде, которая в итоге вылетела из Лиги 1.
В июле 2016 года Нгцонгца вернулся в «Генк» и был отправлен тренироваться с резервным составом. В августе футболист договорился с руководством клуба о расторжении контракта и в статусе свободного агента перешёл в «Мамелоди Сандаунз», с которым заключил контракт на три года.
23 ноября 2020 года в возрасте 33 лет погиб в автокатастрофе в Дурбане.

## Выступления за сборную
С 2009 года Нгцонгца выступал за национальную сборную ЮАР. Участник чемпионата мира 2010 года и Кубков африканских наций 2013 и 2015 годов. Всего за сборную сыграл более 50 матчей.

## Достижения
- Чемпион Бельгии: 2010/11
- Обладатель Кубка Бельгии (2): 2008/09, 2012/13
- Обладатель Суперкубка Бельгии: 2011